# Amey plc
Amey plc er en britisk infrastruktur-virksomhed, der designer, bygger, vedligeholder og servicerer infrastruktur. I 2022 havde de 11.000 ansatte og omsatte for 1,4 mia. britiske pund.
Amey blev etableret af William Charles Amey i 1921.
I oktober 2022 solgte Ferrovial virksomheden til Buckthorn Partners og One Equity Partners.